# ليونغ كام فاي
ليونغ كام فاي (بالصينية: 梁金輝) (17 يوليو 1986 في الصين - ) هو مدرب كرة قدم ولاعب كرة قدم صيني في مركز الدفاع. شارك مع منتخب هونغ كونغ تحت 23 سنة لكرة القدم. أما مع النوادي، فقد لعب مع نادي تاي بو ونادي هابي فالي ‏ وHong Kong 08 ‏ وSouthern District FC ‏ وShatin SA ‏.

## وصلات خارجية
- ليونغ كام فاي على موقع قاعدة بيانات كرة القدم.إي يو (الإنجليزية)